# Parafia św. Małgorzaty w Raciborowicach
Parafia św. Małgorzaty w Raciborowicach – rzymskokatolicka parafia znajdująca się w archidiecezji krakowskiej, w dekanacie Kraków-Prądnik, w Polsce.

## Historia
Parafia powstała na początku XIV w. Pierwszy znany proboszcz - Raynerius sprawował posługę w Raciborowicach w latach 1325-1327. Obecny, murowany kościół wzniesiono w latach 1460–1476 z fundacji ks. Jana Długosza. Zastąpił on wcześniejszą, drewnianą świątynię.
W 1944 i w 1945 przy parafii wakacje spędzał jako kleryk Karol Wojtyła. Wspomnienia z tego okresu zawarł w swojej autobiografii Dar i tajemnica.
Przez wiele wieków do parafii należała wieś Bieńczyce, na terenie której w 1949 rozpoczęto budowę miasta Nowa Huta i w 1951 przyłączono ją do Krakowa. Jako że w zamyśle komunistycznych władz w Nowej Hucie miało nie być kościołów, w początkowym okresie posługę duszpasterską w nowej dzielnicy Krakowa pełnili księża z Raciborowic.